# 瓜伊拉省
瓜伊拉省 （Guairá）是巴拉圭的一個省，位於該國東南部。面積 3,846平方公里，2002年人口 176,933人。首府比亚里卡。
下分17縣。